# Lucia Bosè
Lucia Bosè (Milaan, 28 januari 1931 - Segovia, 23 maart 2020) was een Italiaanse actrice die tot Spaanse werd genaturaliseerd. Het hoogtepunt van haar carrière viel heel vroeg: tijdens de laatste jaren van het Italiaans neorealisme (1943-1952).

## Leven en werk

### Afkomst, Miss Italia en filmdebuut
Bosè was van bescheiden afkomst. Om bij te dragen tot het onderhoud van haar familie werkte ze al op vroege leeftijd, eerst als typiste op een advocatenkantoor, daarna als verkoopster in een bekende banketbakkerij. In 1947 werd ze de allereerste Miss Italia. Haar uitverkiezing opende de poorten van de voorspoed en het succes. Bosè maakte haar entree in de Italiaanse filmwereld met Non c'è pace tra gli ulivi (1950), een neorealistisch drama van Giuseppe De Santis, een van de grootmeesters van het neorealisme. Ze werd in de vrouwelijke hoofdrol gecast tussen Raf Vallone en Folco Lulli in. 

### Andere neorealistische films
Twee jaar later gaf De Santis haar opnieuw een hoofdrol in Roma ore 11, ook een neorealistisch drama, een vrouwelijk groepsportret. Daarnaast vertolkte Bosè hoofdrollen in twee films van Michelangelo Antonioni (zijn debuut Cronaca di un amore en La signora senza camelie) en in twee van Luciano Emmer (Parigi è sempre Parigi en Le ragazze di piazza di Spagna), twee andere vertegenwoordigers van het neorealisme. Een laatste vermeldenswaardige film uit die periode was Gli sbandati (1955) van Franco Maselli, die ook meeschreef aan het scenario van de twee Antonioni-films.  Dit neorealistisch oorlogsdrama is opgenomen op de lijst van 100 film italiani da salvare (1942-1978). Bosè nam er weer de vrouwelijke hoofdrol voor haar rekening.
In diezelfde periode ontmoette ze acteur Walter Chiari die haar verloofde werd en met wie ze in vijf films de hoofdrol deelde.

### Huwelijk verdrijft haar carrière naar de achtergrond
Haar huwelijk in 1955 met de Spaanse torero Luis Miguel Dominguín maakte een einde aan deze prille maar veelbelovende Italiaanse filmcarrière. Tussen 1955 en 1960 was ze enkel nog te zien in de hoofdrol van twee films van Spaanse regisseurs: het drama Muerte de un ciclista (1955), een indringende kritiek op de bourgeoisie van de Spaanse Staat van Juan Antonio Bardem, en Cela s'appelle l'aurore (1956), een drama van de Spaanse meester Luis Buñuel. Voorts in twee Franse films: de zedenkomedie Le village magique (1955) en Jean Cocteau's poëtische biopic Le Testament d'Orphée (1960). 
Tussen 1960 en 1968 verdween Bosè helemaal van het witte doek om zich in Spanje te wijden aan haar huwelijk en aan de opvoeding van haar kinderen.

### Tweede carrière
Na haar echtscheiding hernam Bosè haar filmactiviteiten. In de vroege jaren zeventig werd ze zowel gevraagd voor Spaanse films als voor Italiaanse. In Italië deden bekende filmauteurs als Paolo en Vittorio Taviani, Federico Fellini, Liliana Cavani en Mauro Bolognini (twee films) een beroep op haar talent. In de late jaren tachtig volgden onder meer Francesco Rosi en Tonino Cervi hun voorbeeld. Daarnaast werd Bosè bedacht met de hoofdrol in werk van buitenlandse filmauteurs als Marguerite Duras, Jeanne Moreau en Daniel Schmid. 
De volgende dertig jaar (1990-2020) was ze nog amper te zien op het grote scherm. 

### Privéleven
Bosè is enige tijd verloofd geweest met acteur Walter Chiari. Na hun breuk ontmoette ze de torero Luis Miguel Dominguín met wie ze in 1955 trouwde. Samen hadden ze drie kinderen: de Spaanse zanger en acteur Miguel Bosé, Lucía Dominguín en de actrice Paola Dominguín. Het koppel ging in 1968 uit elkaar omdat Dominguín haar voortdurend ontrouw was en omdat zij geen interesse vertoonde voor stierengevechten.
Bosè overleed in 2020 op 89-jarige leeftijd aan de gevolgen van COVID-19.

## Filmografie (selectie)
- 1950 - Non c'è pace tra gli ulivi (Giuseppe De Santis)
- 1950 - Cronaca di un amore (Michelangelo Antonioni)
- 1951 - È l'amor che mi rovina (Mario Soldati)
- 1951 - Parigi è sempre Parigi (Luciano Emmer)
- 1952 - Le ragazze di piazza di Spagna (Luciano Emmer)
- 1952 - Roma ore 11 (Giuseppe De Santis)
- 1953 - La signora senza camelie (Michelangelo Antonioni)
- 1953 - Era lei che lo voleva! (Marino Girolami)
- 1954 - Questa è la vita (anthologiefilm, episode Marsina stretta van Aldo Fabrizi)
- 1954 - Tradita (Mario Bonnard)
- 1954 - Accadde al commissariato (Giorgio Simonelli)
- 1954 - Sinfonia d'amore (Glauco Pellegrini)
- 1955 - Le village magique (Jean-Paul Le Chanois)
- 1955 - Muerte de un ciclista (Juan Antonio Bardem)
- 1955 - Gli sbandati (Francesco Maselli)
- 1956 - Cela s'appelle l'aurore (Luis Buñuel)
- 1960 - Le Testament d'Orphée (Jean Cocteau)
- 1969 - Sotto il segno dello scorpione (Paolo en Vittorio Taviani)
- 1969 - Satyricon (Federico Fellini)
- 1970 - Metello (Mauro Bolognini)
- 1970 - Ciao Gulliver (Carlo Tuzii)
- 1971 - La controfigura (Romolo Guerrieri)
- 1972 - Arcana (Giulio Questi)
- 1972 - L'ospite (Liliana Cavani)
- 1972 - Nathalie Granger (Marguerite Duras)
- 1973 - La colonna infame (Nelo Risi)
- 1973 - Ceremonia sangrienta (Jorge Grau)
- 1975 - Per le antiche scale (Mauro Bolognini)
- 1976 - Lumière (Jeanne Moreau)
- 1976 - Violanta (Daniel Schmid)
- 1987 - Cronaca di una morte annunciata  (Francesco Rosi)
- 1990 - Volevo i pantaloni (Maurizio Ponzi)
- 1990 - L'avaro (Tonino Cervi)
- 1999 - Harem Suare (Ferzan Özpetek)
- 2007 - I Viceré (Roberto Faenza)
- 2013 - One More Time (Pablo Benedetti en Davide Sordella)

## Prijzen
- Nastro d'argento voor beste actrice:
  - 1970 - Satyricon
  - 1971 - Metello
- Globo d'oro voor beste actrice:
  - 2000 - Harem Suare

## Publicaties
- Lucia Bosè: Poemas de Somosaguas. Poesía, Ediciones 99, 1972
- Begoña Aranguren: Lucía Bosè. Diva divina. Biografía autorizada, Editorial Planeta, 2003
- Roberto Liberatori: Lucia Bosè. Una biografia, Edizioni Sabinae, 2019

## Onderscheiding
- 2018 - Orde van Burgerlijke Verdienste

- Bibsys: 99019958
- Biblioteca Nacional de Chile: 000688339
- Biblioteca Nacional de España: XX872576
- Bibliothèque nationale de France: cb139300551 (data)
- Catàleg d'autoritats de noms i títols de Catalunya: 981058516297106706
- Gemeinsame Normdatei: 128607165
- International Standard Name Identifier: 0000 0001 1476 371X
- Library of Congress Control Number: nr98038843
- Nationale Bibliotheek van Tsjechië: pna2007370793
- Nationale Bibliotheek van Israël: 987007446791905171
- Nederlandse Thesaurus van Auteursnamen: 146905660
- Istituto Centrale per il Catalogo Unico: RAVV089519
- SNAC: w6dv2gq4
- Système universitaire de documentation: 052170551
- Virtual International Authority File: 85111480